# Gabú (region)
Gabú je nejvýchodnější region v Guineji-Bissau. Na severu hraničí se Senegalem a na východě a jihu hraničí s Guinejí. Region leží na území o rozloze 9 150 km², což z něj činí největší region v zemi. Hlavní město regionu je Gabú.

## Sektory

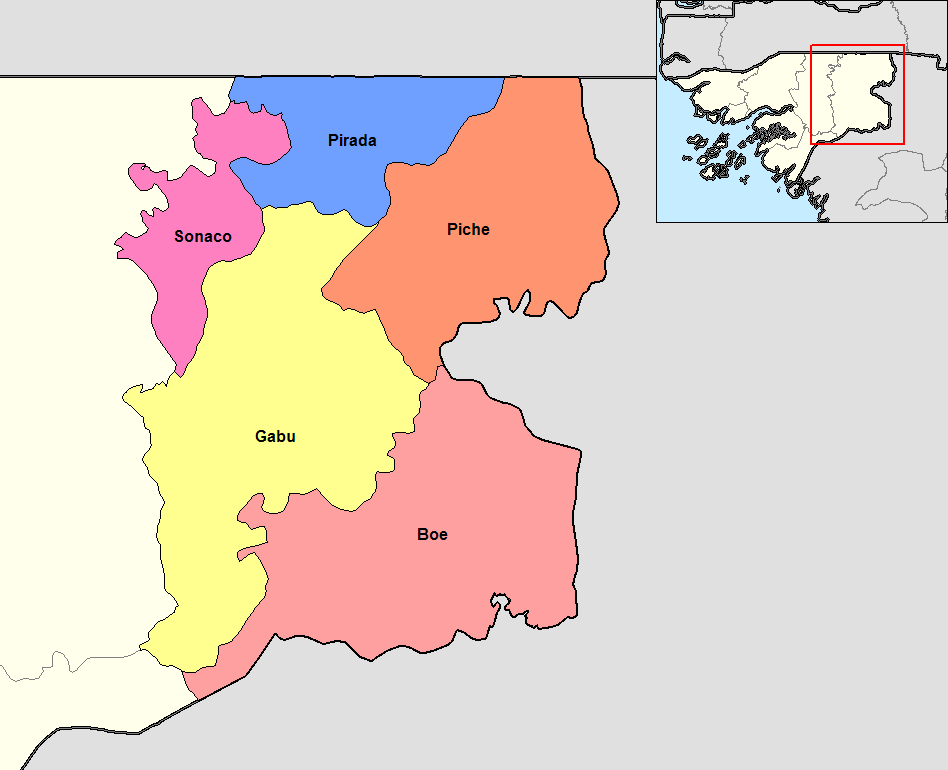
Sektory regionu Gabú

Region Gabú se dělí do 5 sektorů:
- Boe
- Gabú
- Piche
- Pirada
- Sonaco